# Saint-Georges-de-Longuepierre
Saint-Georges-de-Longuepierre é uma comuna francesa na região administrativa da Nova Aquitânia, no departamento de Charente-Maritime. Estende-se por uma área de 10,69 km². Em 2010 a comuna tinha 232 habitantes (densidade: 21,7 hab./km²).